# سلامان بربط
سلامان بربط (زادهٔ ‎۲۵ آذر ۱۳۶۸) بازیکن هندبال اهل ایران است. وی سابقه عضویت در تیم‌های مس کرمان، سنگ آهن بافق و ذوب‌آهن را در کارنامه دارد.